# 中華英雄 (1999年電影)
《中華英雄》即依據香港漫畫家馬榮成所繪製的漫畫《中華英雄》為基礎，再進行改編的古裝武俠電影作品，本片由嘉禾公司出品。部分演員均曾合作演出1998年電影《風雲》。

## 劇情
1913年（民國二年），一個早上，華英雄（鄭伊健飾）在同村好友生奴（林曉峰飾）的陪伴下，拜一位武林高手金傲（黃秋生飾）為師。但在同一時間，見錢眼開的錢無義（徐錦江 飾）帶了一班白人來找英雄母，全村的人都慘死在白人的火槍之下。原來華家的父親在報上揭發洋人售賣鴉片給中國人，危害社會惹來殺身之禍。帶著滿腔仇恨，英雄屠殺所有洋人，但卻讓錢無義逃脫了。身犯「滔天大罪」的華英雄被下令通緝，為了逃走，只好簽下賣身契，離開故鄉與青梅竹马的潔瑜（楊恭如飾），到美國做苦力。在紐約承受著礦場主人黑龍司令種族歧視的待遇，這時，英雄得知潔瑜已懷他的身孕，並準備前來美國，而英雄也被鬼僕—金傲的隨身侍從救出，夫妻在中華樓相聚。
無敵（吳鎮宇飾）是個來自東瀛的武痴，他一生的志願和生存的目的就是要找尋世上武功高強的人，無敵在多年前曾與金傲比試，卻敗在他手上，於是他發誓有朝一日要戰勝金傲。無敵五徒在一偶然的機會於中華樓巧遇鬼僕，他們知道透過鬼僕便可找到金傲，雙方大打出手。無敵五徒之 一木修羅（舒淇飾）在這一場打鬥中因英雄放她一馬而情根深種，而暗戀木修羅的金太保（鄭浩南飾）－無敵的大弟子，因得不到她的芳心，怒而火燒中華樓，在火場中，潔瑜因生子後失血過多致死，留下一兒一女，在這場混亂之中，女嬰被錢無義搶去。
英雄痛失愛妻，一對初生兒女又下落不明，鬼僕帶他見命煞，命煞說英雄是「天煞孤星」，一生孤獨，至親至愛都會因命硬被他剋死。金傲與無敵再次比武，金傲雖險勝無敵，卻也重傷而死，臨死之前，將「中華傲訣」傳給英雄，金傲的死，讓英雄再一次認定自己是「天煞孤星」。因此，他跟鬼僕不辭而別，從此再無人知道他的下落…
十六年後，華英雄的兒子華劍雄（謝霆鋒飾）找尋生父。中华楼为解救钢牛谷的华人矿工，与三K党产生冲突。英雄现身救下华剑雄后親手殺了錢無義，報了當年的血海深仇。
無敵苦練絕情絕義劍法之後，來到中華樓找到英雄一決高下，兩大高手在自由神像底展開空前絕後的生死決鬥…無敵最後戰敗身死在自由女神像的腳底下。

## 角色

### 華家
| 角色   | 演員   | 簡介 |
| 華英雄 | 鄭伊健 | 白素蓮之子 潔瑜之夫 華劍雄之父 金傲之徒弟 鬼僕之師弟 生奴、羅漢之好友 自願到美國鋼牛谷當苦力 被錢無義冤枉其殺人而被政府通緝 |
| 潔瑜   | 楊恭如 | 華英雄之妻 華劍雄之亡母 |
| 華劍雄 | 謝霆鋒 | 華英雄與潔瑜之子 |
| 白素蓮 | 鄭佩佩 | 華英雄之母 因得罪洋人而被殺害                                                                                               |

### 金傲師門
| 角色   | 演員                     | 簡介                                                                 |
| 金傲   | 黃秋生                   | 無敵的師兄，日本名「刀中不二」 華英雄、鬼僕的師傅                    |
| 華英雄 | 鄭伊健                   | 參見華家                                                             |
| 鬼僕   | 林迪安 (粵語配音:陳小春) | 金傲之徒弟 華英雄的師兄 思傲之父 奉金傲之命,前往鋼牛谷營救師弟華英雄 |
| 思傲   | 葉佩雯                   | 鬼僕的女兒                                                           |

### 無敵師門
| 角色   | 演員   | 簡介                                      |
| 無敵   | 吳鎮宇 | 金傲的師弟，五術人的師傅                  |
| 金太保 | 鄭浩南 | 日本忍者 五術人中的金 排行第一            |
| 木修羅 | 舒淇   | 日本忍者 五術人中的木 排行第二 喜欢华英雄 |
| 水賀   | 袁偉豪 | 日本忍者 五術人中的水 排行第三            |
| 火四郎 | 李燦森 | 日本忍者 五術人中的火 排行第四            |
| 土原權 | 余家豪 | 日本忍者 五術人中的土 排行第五            |

### 其他演員
| 角色     | 演員                   | 簡介 |
| 羅漢     | 盧惠光 (粵語配音:陳欣) | 和尚 因同樣到美國鋼牛谷當苦力,而結識了華英雄。                                                                                   |
| 生奴     | 林曉峰                 | 華英雄好友 |
| 錢無義   | 徐錦江                 | 漢奸 黑龍會成員 鋼牛谷監工 十六年前在中國曾與洋人殺害華英雄一家及其後在中華樓大火期間，搶走華英雄的初生女兒 十六年後被華英雄殺死 |
| 元武     | 元彪                   | 中華樓老闆 |
| 月門神   | 吳志雄                 | 中華樓成員 |
| 未具名   | 黃斌                   | 中華樓掌櫃(16年前) |
| 鋼牛     | 黃子鴻                 | |
| 大石     | 韓幸                   | |
| 黑龍司令 | Thomas James Hudak Jr  | 黑龍會司令，鋼牛谷老闆 |
| 命煞     | 黃子敬                 | 算命師 |

## 主題曲
歌名: 〈天煞孤星〉（粵） 
〈天涯海角〉（國）
作曲: 陳光榮
填詞: 林夕
主唱: 鄭伊健

## 插曲
歌名: 〈花正好〉（粵） 〈你走到那裡〉（國）
作曲: 陳光榮
填詞: 林夕
主唱: 鄭伊健

## 剪輯版
香港影片發行商寰宇鐳射錄影有限公司特將影片重新制作成「特別剪輯版本【從未公開】」，但影音光碟和數位影碟的內容裏，卻刪除不少原先影片在香港公開上映時，就已所含的部份片段。
- 黑龍會血洗唐人街 （页面存档备份，存于）
- 華英雄躍上月球 （页面存档备份，存于）

## 票房
開畫日票房$4,744,825。

## 续集
由于票房大卖原本有续集最后某些原因搁置了

## 獎項
| 年份 | 頒獎典禮             | 獎項             | 名單                 | 結果 |
| ---- | -------------------- | ---------------- | -------------------- | ---- |
| 1999 | 第36屆金馬獎         | 最佳剪輯         | 彭發                 | 提名 |
| 1999 | 第36屆金馬獎         | 最佳動作指導     | 林迪安               | 提名 |
| 1999 | 第36屆金馬獎         | 最佳視覺效果     | 先濤數碼企畫有限公司 | 獲獎 |
| 2000 | 第19屆香港電影金像獎 | 最佳動作設計     | 林迪安               | 提名 |
| 2000 | 第19屆香港電影金像獎 | 最佳服裝造型設計 | 利碧君               | 提名 |
| 2000 | 第19屆香港電影金像獎 | 最佳原創音樂     | 陳光榮               | 提名 |
| 2000 | 第19屆香港電影金像獎 | 最佳原創電影歌曲 | 林夕、陳光榮         | 提名 |
| 2000 | 第19屆香港電影金像獎 | 最佳音響效果     | 曾景祥               | 提名 |

## 備註
1. ↑  香港電影票房 1999 〔華語電影〕，香港電影票房全紀錄
2. ↑  陳穎思. . 香港01. 2019-07-26  [2025-04-17] （中文（香港））.
3. ↑  第三十六屆金馬獎得獎名單
4. ↑  第十九屆香港電影金像獎得獎名單（页面存档备份，存于）

## 外部連結
- 開眼電影網上《中華英雄》的資料（繁體中文）
- 香港影庫上《中華英雄》的資料（繁體中文）
- 时光网上《中華英雄》的資料（简体中文）
- 豆瓣电影上《中華英雄》的資料 （简体中文）
- 爛番茄上《中華英雄》的資料（英文）
- AllMovie上《中華英雄》的资料（英文）
- 互联网电影数据库（IMDb）上《中華英雄》的资料（英文）